# Divlje naselje
Divlje naselje je kolokvijalni izraz za naselja koja su sagrađena bez adekvatnog urbanističkog plana i potrebnih odobrenja.
Divlja naselja su mahom nastajala i nastaju na mestima koja imaju koliko toliko razvijenu infrastrukturu u blizini većih gradskih centara. Neretko su se divlja naselja razvila oko već postojećih i urbanizovanih delova grada ili mesta. Po pravilu tempo izgradnje nije praćen razvojem infrastrukture te ova naselja imaju više ili manje izražene komunalne probleme (neadekvatna kanalizacija, snabdevanje strujom, putevi nedovoljnog kapaciteta). Karakteristika ovih naselja je i da se razvijaju bez urbanističkog plana.
Kuće u ovim naseljima su često više nego solidne i postoje divlja naselja u kojima većina objekata pripada boljestojećem delu stanovništva.
Divlja naselja su u Srbiji postojala i nastajala neprekidno, no njihov broj se u novijoj istoriji naglo povećao tokom devedesetih usled popuštanja kontrole i velikog broja izbeglih lica koja su morala na ovaj ili onaj način da reše stambene probleme.
Kroz vreme se menjao i preovlađujući naziv za ova naselja. Do skoro su se ona zvala Ciganmale, no taj izraz se više ne smatra politički korektnim i retko se sreće u medijima, a sve manje i u govoru.

## Spoljašnje veze
- Slate article about an economist proposing New Orleans to be reconstructed with shanties
- Photos of Dharavi, a shanty town in Mumbai, India.